# Дубок (Тверская область)
Дубок — деревня в Осташковском городском округе Тверской области.

## География
Находится в западной части Тверской области на расстоянии приблизительно 3 км на восток по прямой от города Осташков у железнодорожной линии Осташков-Фирово (остановка поезда 106 км).

## История
Деревня была показана ещё на карте Менде (состояние местности на 1848 год). В 1859 году здесь (деревня Осташковского уезда) было учтено 10 дворов, в 1941 — 19. До 2017 года входила в Сорожское сельское поселение Осташковского района до их упразднения.

## Население
Численность населения: 94 человека (1859 год), 6 (русские 100 %) в 2002 году, 5 в 2010.